# تومي بارتليت
تومي بارتليت (بالإنجليزية: Tommy Bartlett)‏ هو مدرب كرة سلة أمريكي، ولد في 6 يونيو 1928 في هوميرفيل في الولايات المتحدة، وتوفي في 19 أكتوبر 2016.